# 454年
| 千纪： | 1千纪                                                                                           |
| 世纪： | 4世纪 \| 5世纪 \| 6世纪                                                                         |
| 年代： | 420年代 \| 430年代 \| 440年代 \| 450年代 \| 460年代 \| 470年代 \| 480年代                       |
| 年份： | 449年 \| 450年 \| 451年 \| 452年 \| 453年 \| 454年 \| 455年 \| 456年 \| 457年 \| 458年 \| 459年 |
| 纪年： | 甲午年（马年）；北魏兴安三年，兴光元年；南朝宋孝建元年；高昌北凉承平十二年；魯爽建平元年        |

## 大事记
- 南朝宋外戚臧質與南郡王劉義宣及魯爽等人起兵對抗朝廷，終兵敗被殺。
- 西羅馬帝國貴族佩特羅尼烏斯·馬克西穆斯向皇帝瓦倫蒂尼安三世誣告埃提烏斯將軍謀反，瓦倫蒂尼安三世信以為真將其殺害。

## 出生
- 北魏献文帝——南北朝時期北魏的皇帝。

## 逝世
- 臧質——南朝宋外戚，父親是武敬皇后之弟臧熹。
- 劉義宣——宋武帝刘裕第六子，受封為南郡王。
- 魯爽——南北朝時期將領，初因父祖投奔北魏而在北魏任官，后来投奔刘宋。
- 狄奧斯庫若——埃及亞歷山太城的主教。
- 埃提烏斯——西羅馬帝國重要軍事將領，曾在451年沙隆戰役擊敗匈人入侵。